# Вест Карсон (Калифорнија)
Вест Карсон (енгл. West Carson) насељено је место без административног статуса у америчкој савезној држави Калифорнија.

## Демографија
По попису из 2010. године број становника је 21.699, што је 561 (2,7%) становника више него 2000. године.
| Група             | 2000.         | 2010.         |
| Белци             | 6.193 (29,3%) | 4.637 (21,4%) |
| Афроамериканци    | 2.483 (11,7%) | 2.330 (10,7%) |
| Азијати           | 5.300 (25,1%) | 6.730 (31,0%) |
| Хиспаноамериканци | 6.223 (29,4%) | 7.100 (32,7%) |
| Укупно            | 21.138        | 21.699        |